# Raventhorpe
Raventhorpe var en civil parish från 1866 till 1936 då den blev en del av Holme, i grevskapet Lincolnshire, i England. Civil parish var belägen 5 km från Scunthorpe och hade 23 invånare år 1931. Byn nämndes i Domedagsboken (Domesday Book) år 1086, och kallades då Rageneltorp/Regenaltorp.